# Zilora elongata
Zilora elongata is een keversoort uit de familie zwamspartelkevers (Melandryidae). De wetenschappelijke naam van de soort werd in 1881 gepubliceerd door J. Sahlberg.